# Bovichtidae

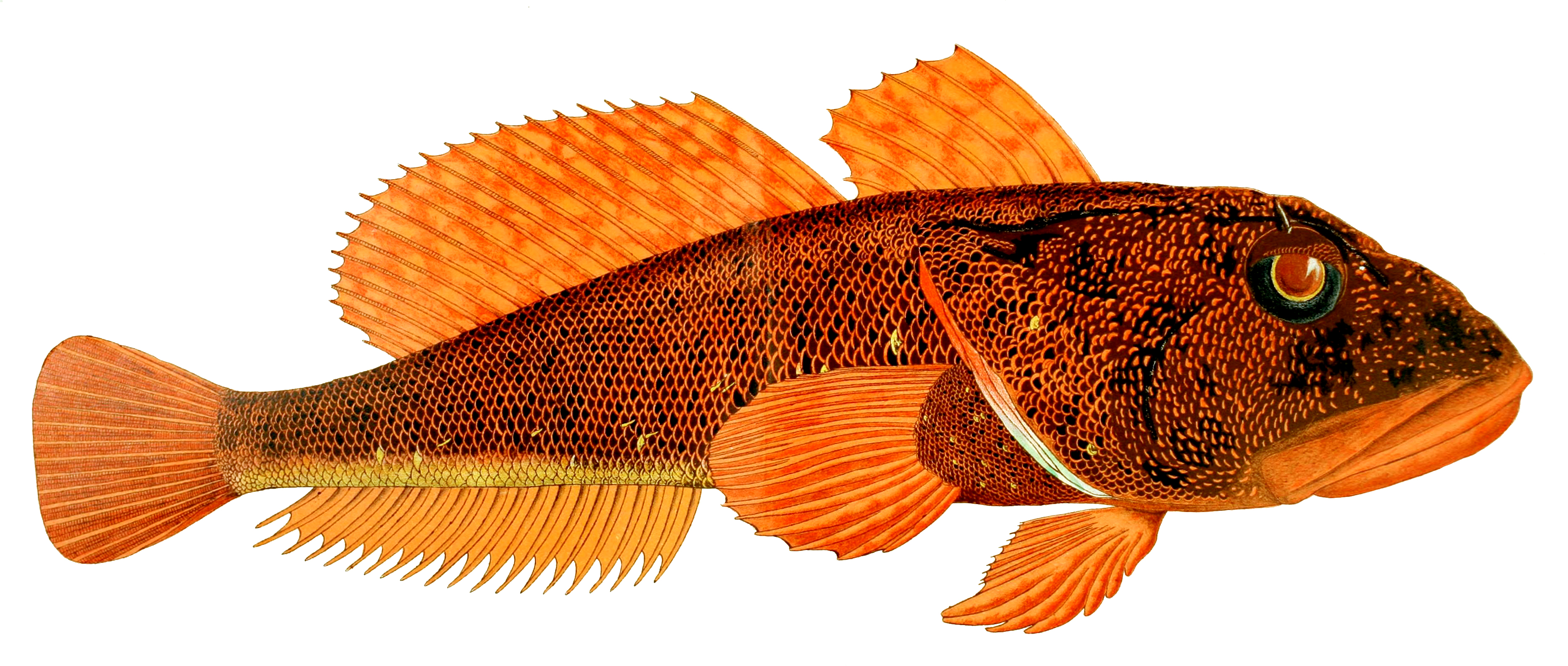
Cottoperca gobio

Bovichtidae è una famiglia di pesci ossei marini e d'acqua dolce appartenente all'ordine Perciformes.

## Distribuzione e habitat
Vivono nell'Emisfero Australe, in Australia meridionale, Nuova Zelanda e nella parte meridionale del Sudamerica. Vivono prevalentemente in mare, alcune specie popolano le acque dolci dell'Australia del sud-est e della Tasmania.

## Descrizione
L'aspetto di questi pesci è abbastanza simile a quello dei ghiozzi. Ci sono due pinne dorsali, la prima composta da raggi spinosi. La bocca può allungarsi a tubo e le mascelle non sono molto allungate. La linea laterale è presente anche sui fianchi.
Cottoperca gobio raggiunge 80 cm, le altre specie sono molto più piccole.

## Specie
- Genere Bovichtus
  - Bovichtus angustifrons
  - Bovichtus argentinus
  - Bovichtus chilensis
  - Bovichtus diacanthus
  - Bovichtus oculus
  - Bovichtus psychrolutes
  - Bovichtus variegatus
  - Bovichtus veneris
- Genere Cottoperca
  - Cottoperca gobio
  - Cottoperca trigloides
- Genere Halaphritis
  - Halaphritis platycephala[2]